# Ніссе Андерссон
Нільс «Ніссе» Андерссон (швед. Nils "Nisse" Andersson; 28 серпня 1941) — шведський футболіст і футбольний тренер.

## Ігрова кар'єра
Грав у футбол за команду «Юргордена», також залучався до лав молодіжної збірної Швеції.

## Тренерська робота
1983 року увійшов до тренерського штабу збірної Швеції, де відповідав за роботу з молодими гравцями.
1987 року деякий час був головним тренером команди клубу АІК, згодом того ж року очолив тренерський штаб молодіжної збірної Швеції, з якою пропрацював три роки.
Протягом серпня—жовтня 1990 року виконував обов'язки головного тренера національної збірної Швеції, яка його під його керівництвом провела чотири гри. Згодом повернувся до звичної роботи з молодими гравцями національної команди.
1992 року керував діями олімпійської збірної Швеції на футбольному турнірі тогорічних Олімпійських ігор, де його підопічні посіли п'яте підсумкове місце.